# 로버트 오리

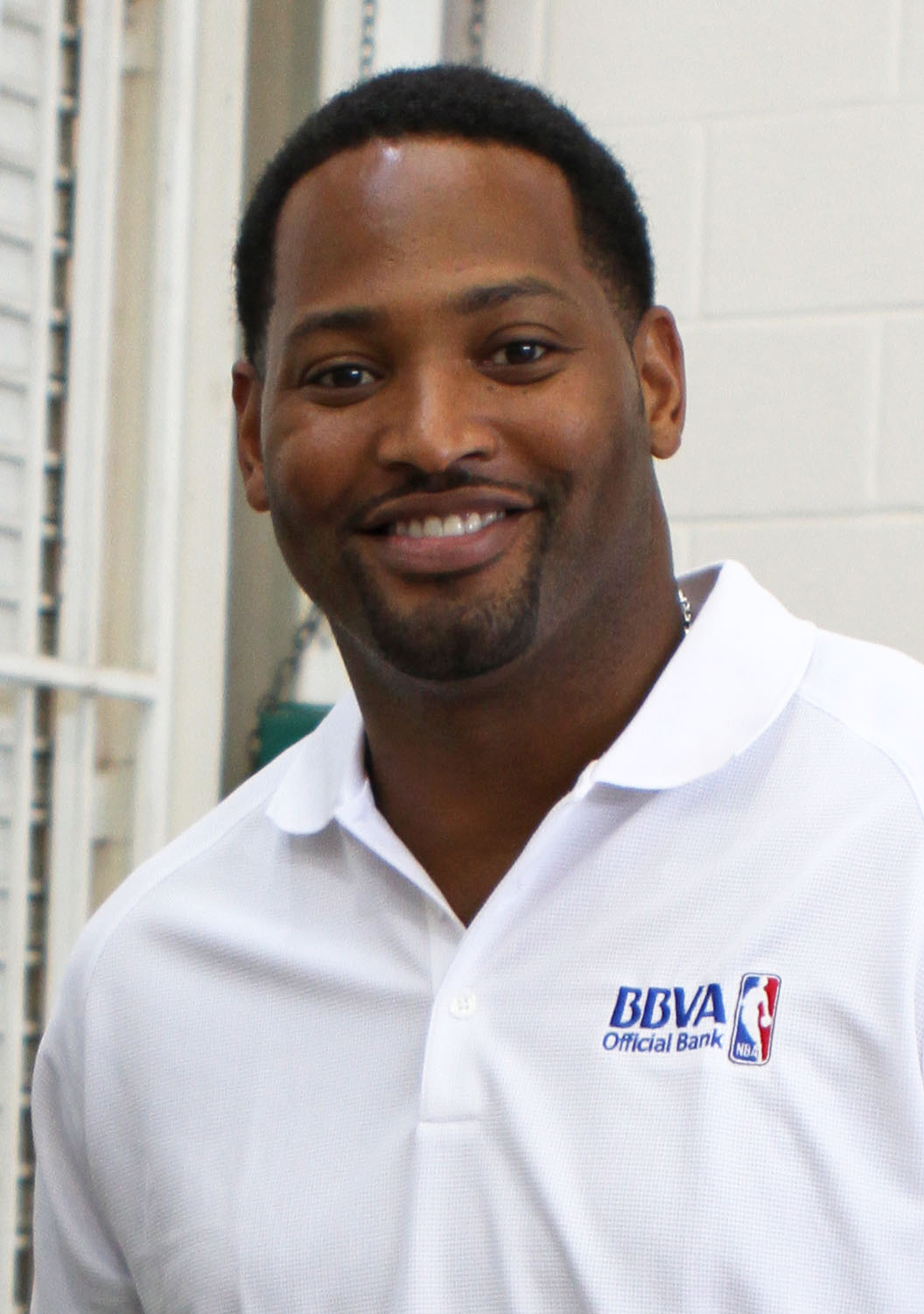

로버트 오리(Robert Horry, 본명: 로버트 키스 오리, /ˈɒri/ ORR-ee, 1970년 8월 25일 ~ )는 미국의 전 프로 농구 선수이자 현재 스포츠 평론가이다. 중요한 경기에서 클러치 슈팅을 펼쳤기 때문에 "빅샷 롭"이라는 별명을 얻었다. 7번의 NBA 챔피언인 그는 NBA 역사상 가장 위대한 클러치 연주자이자 우승자 중 한 명으로 널리 알려져 있다.
전미 농구 협회(NBA)에서 16시즌을 뛰며 7번의 우승을 차지했는데, 이는 1950년대와 1960년대 보스턴 셀틱스에서 뛰지 않은 선수 중 가장 많은 우승을 차지한 것이다. 3개 팀에서 NBA 챔피언십을 우승한 단 4명의 선수 중 한 명이다. 휴스턴 로키츠에서 2승, 로스앤젤레스 레이커스에서 3승, 샌안토니오 스퍼스에서 2승을 거두며 NBA 결승전에서 무패를 기록했다. 그는 NBA 플레이오프 경기에서 미스 없이 가장 많은 3점슛을 성공시킨 NBA 기록과 NBA 결승전 경기에서 가장 많은 도루 기록을 보유하고 있다. 오리는 현재 레이커스의 스펙트럼 스포츠넷에서 해설자로 일하고 있다.

## 프로 경력
- 휴스턴 로키츠(1992-1996)
- 피닉스 선즈(1996~1997)
- 로스앤젤레스 레이커스(1997~2003)
- 샌안토니오 스퍼스(2003~2008)